# Euchloe belemia
A borboleta-esverdeada-de-belém (Euchloe belemi) a é uma espécie de insetos lepidópteros, mais especificamente de borboletas pertencente à família Pieridae.
A autoridade científica da espécie é Esper, tendo sido descrita no ano de 1800.
Trata-se de uma espécie presente no território português.